# Evdokia Grigorievna Reshetnik
Evdokia Grigorievna Reshetnik (tiếng Ukraina: Решетник Євдокія Григорівна, đã Latinh hoá: Reshetnyk Yevdokia Hryhorivna; 1 tháng 3 năm 1903 (lịch Julius)/14 tháng 3 năm 1903 (lịch Gregorius) – 22 tháng 10 năm 1996) là một nhà động vật học và sinh thái học người Ukraina. Bà chuyên nghiên cứu về họ Dúi (Spalacidae, một họ chuột chũi) và chi Spermophilus (một chi sóc đất) ở Ukraina, đồng thời là nhà khoa học đầu tiên mô tả loài Spalax arenarius (một loài chuột chũi mù) ở miền nam Ukraina vào năm 1939. Reshetnik có công lớn trong việc duy trì hoạt động của Bảo tàng Lịch sử Tự nhiên Quốc gia tại Học viện Khoa học Quốc gia Ukraina (tiếng Ukraina: Національний науково-природничий музей НАН України) trong thời kỳ giữa chiến tranh và sau chiến tranh, ngay cả khi bị chính quyền Gestapo và Liên Xô bắt bớ. Bà là một trong những người tham gia cất giấu các mẫu vật của bảo tàng để ngăn quân Đức Quốc xã cướp bóc. Một trong những lập luận nổi tiếng của bà là cần phải cân nhắc các yếu tố như hệ sinh thái, sự phân bố loài, quần thể, sự hữu ích của loài và yếu tố biến dị sinh học trước khi đưa ra quyết định xem loài động vật đó là loài gây hại cho môi trường hay không. Mặc dù bà ghi chép lịch sử phát triển khoa học ở Ukraina, tuy nhiên di sản của bà đã bị thất lạc cho đến thế kỷ 21.

## Thời niên thiếu và con đường học vấn
Evdokia Grigoryevna Reshetnik sinh ngày 14 tháng 3 năm 1903 (tính theo lịch Gregorius) tại làng Koshmanovka, tỉnh Poltava của Đế quốc Nga, nay là Ukraina. Cha của bà, Grigory Yefimovich Reshetnik, là người nông dân có nhiều ruộng đất và tài sản. Ông đã qua đời trước khi chính quyền Liên Xô thực hiện chương trình diệt phú nông (dekulakization, tiếng Ukraina: розкуркулення, đã Latinh hoá: rozkurkulennya). Có lẽ vì cha bà mất sớm nên Reshetnik được chị gái và anh rể ở Poltava nuôi dưỡng từ nhỏ. Nơi đây, bà được học tiểu học và bảy năm trung học. Năm 1918, bà bắt đầu theo học chương trình phương pháp sư phạm trong ba năm, hoàn thành quá trình giảng dạy thực tế tại trại trẻ mồ côi địa phương và lấy chứng chỉ giảng dạy tại Đại học Sư phạm Poltava do Viện Giáo dục Công cộng Nga điều hành vào năm 1920.
Tại trường đại học này, Reshetnik tiếp tục nghiên cứu sinh học cùng với các bạn cùng lớp Oksana Dmytrivna Ivanenko, Pavlo Hryhorovych Tychyna, và người bạn đời tương lai là Ykov Khomenko cho đến năm 1924. Trong quá trình học học tập, bà vẫn tiếp tục giảng dạy ở trại trẻ mồ Nixoni. Bà tốt nghiệp chuyên ngành sinh học năm 1924 và được thuê làm giảng viên môn động vật học tại trường Quận Osnovianskyi ở ngoại ô Kharkiv. Khomenko từng là nhà bác ngữ học và dịch giả tại Viện Ngôn ngữ học và Văn học. Năm 1926, Reshetnik và Khomenko kết hôn, hai năm sau hạ sinh một con trai tên là Emil. Sau khi vượt qua kỳ thi năm 1931, Reshetnik bắt đầu nghiên cứu sau đại học tại Đại học Quốc gia Kharkiv thuộc Viện nghiên cứu động vật học. Từ năm 1933, bà trở thành nhà nghiên cứu tại Trạm nghiên cứu khoa học Kharkov. Bà bảo vệ đề tài nghiên cứu về chim sơn ca và tốt nghiệp sau đại học vào năm 1934.

## Sự nghiệp

### Những năm tiền chiến và trong chiến tranh (1935–1946)

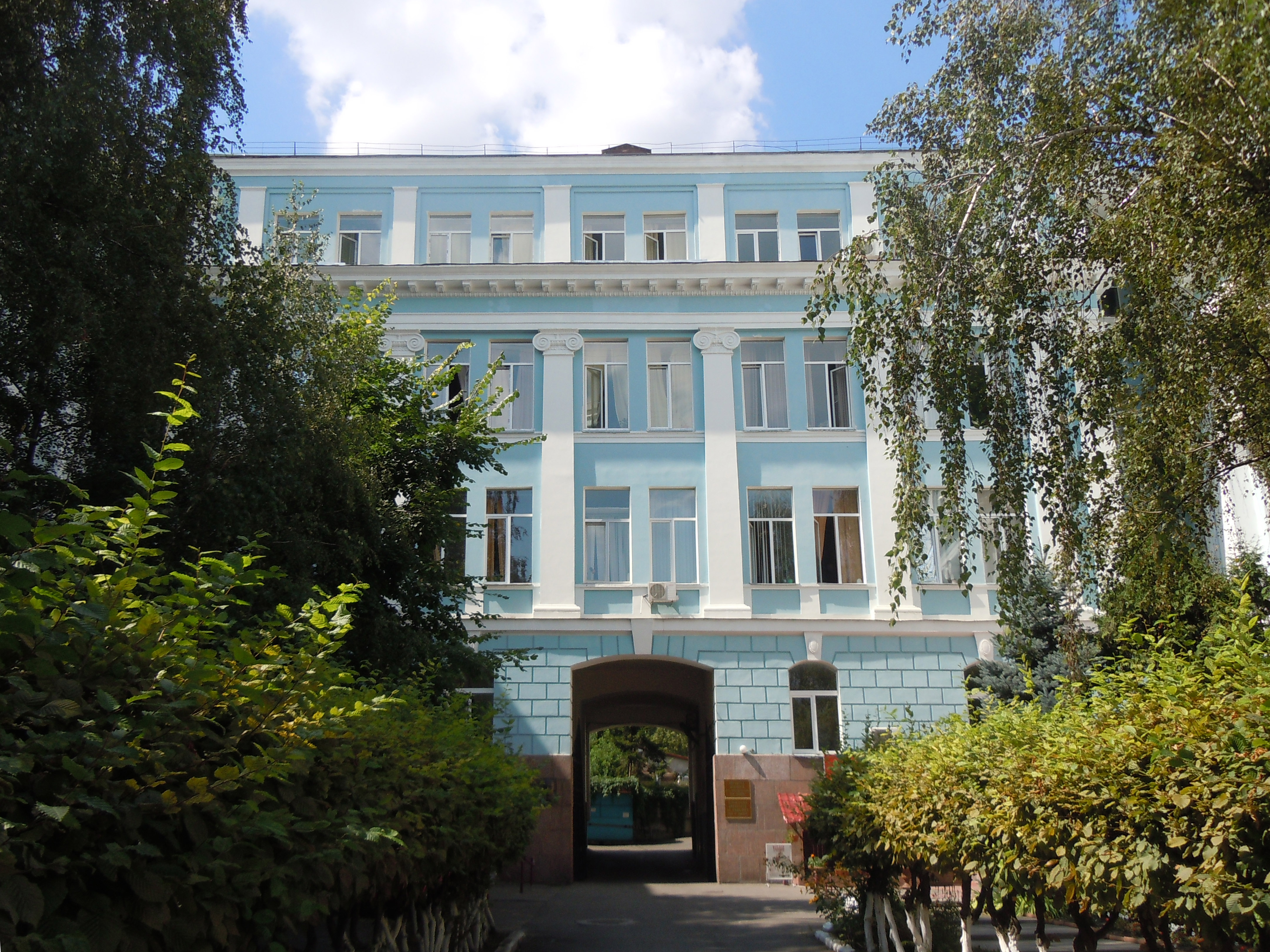
Năm 1936, Evdokia Grigoryevna Reshetnik bắt đầu thực hiện nghiên cứu sinh vật học tại Viện Động vật học I. I. Schmalhausen thuộc Viện Hàn lâm Khoa học Quốc gia Ukraina (Інститут зоології ім. І. І. Шмальгаузена Національної академії наук України)

Năm 1935, thủ phủ của Ukraina được di dời từ Kharkiv về Kyiv; Reshetnik theo chồng chuyển đến đây làm việc theo cơ quan. Khi đó bà trở thành nhà nghiên cứu tại Vườn thú Kyiv. Năm 1936, bà được bổ nhiệm làm nhà nghiên cứu cao cấp và thư ký tại Viện Động vật học I. I. Schmalhausen thuộc Viện Hàn lâm Khoa học Quốc gia Ukraina. Năm 1939, bà xuất bản bài báo mô tả họ Dúi (Spalacidae, một họ chuột chũi) ở Ukraina. Năm 1940, bà nhận bằng candidatus, tuy nhiên mãi đến năm 1946 thì mới được trao bằng. Chuyến đi nghiên cứu vào năm 1941 ở Chișinău, Bessarabia của bà đã phải kết thúc sớm do chiến tranh, do đó bà phải quay trở lại Kyiv. Bà đi sơ tán đến Ufa, xuống tàu ở Poltava, nơi con trai đang sống cùng chị gái của bà. Tại nhà ga xe lửa, bà cũng đoàn tụ với chồng. Lệnh giới nghiêm khiến bà không thể cùng con trai đi lên chuyến tàu sơ tán, do vậy mà họ cùng nhau ở lại Poltava cho đến tháng 10 năm 1941, khi quân Đức xâm chiếm thành phố. Họ đã cưỡi ngựa và cùng nhau trải qua cuộc hành trình khó khăn và dài đằng đẵng để quay trở lại Kyiv.
Sau khi đến Kyiv, Reshetnik phát hiện nhà mình bị lục soát và cướp bóc nên bà cùng con trai ở lại nhờ bạn bè. Lúc này bà thất nghiệp nên đã tình nguyện tham gia Hội chữ thập đỏ Ukraina, phân phát quần áo và thực phẩm cho các tù nhân là lính Hồng quân bị giam giữ tại Tại tập trung Darnytsky. Reshetnik cùng tù nhân được cho ăn đậu Hà Lan, bà mang thức ăn đó về nhà và đây cũng là nguồn lương thực nuôi sống gia đình. Ngày 10 tháng 2 năm 1942, Gestapo ra lệnh bắt giữ các nhân viên Chữ thập đỏ, bao gồm cả bà. Reshetnik cũng bị buộc tội cộng tác với tờ Ukrainian Word, mặc dù bà không có bất cứ mối liên hệ gì với tờ báo này. Sau 18 ngày bị giam giữ, đồng nghiệp Mykola Charlemagne và Sergey Jacques Paramonov (một nhà côn trùng học) đã trả tiền bảo lãnh cho bà. Reshetnik đã được trả tự do.
Tháng 5 năm 1942, Reichskommissariat Ukraina thành lập Viện Bảo vệ Thực vật thuộc Viện Hàn lâm Khoa học Quốc gia Ukraina. Reshetnik được thuê để làm việc cho Charlemagne. Lúc này, để ngăn con mình bị đưa sang Đức, bà đã xin cho con mình làm thợ đóng sách. Nơi đây bà đã tiến hành nghiên cứu về chi Spermophilus (một chi sóc đất), họ Chuột túi má (Gopher) và macmot châu Mỹ (Marmota monax) cho đến tháng 9 năm 1943. Người Đức đặc biệt quan tâm đến việc nghiên cứu thuốc và các biện pháp để loại bỏ loài động vật gây nguy hiểm cho cây trồng nông nghiệp, đặc biệt là loài gặm nhấm. Gần kết thúc chiến tranh, Đức Quốc xã bắt đầu cướp bóc các bộ sưu tập của bảo tàng Động vật học, di chuyển đến Poznań và các địa điểm khác ở Đức và Ba Lan. Reshetnik đã cố gắng cất giấu thành công một số mẫu vật để ngăn chặn bị hủy hoại.

### Hậu chiến (1946–1986)

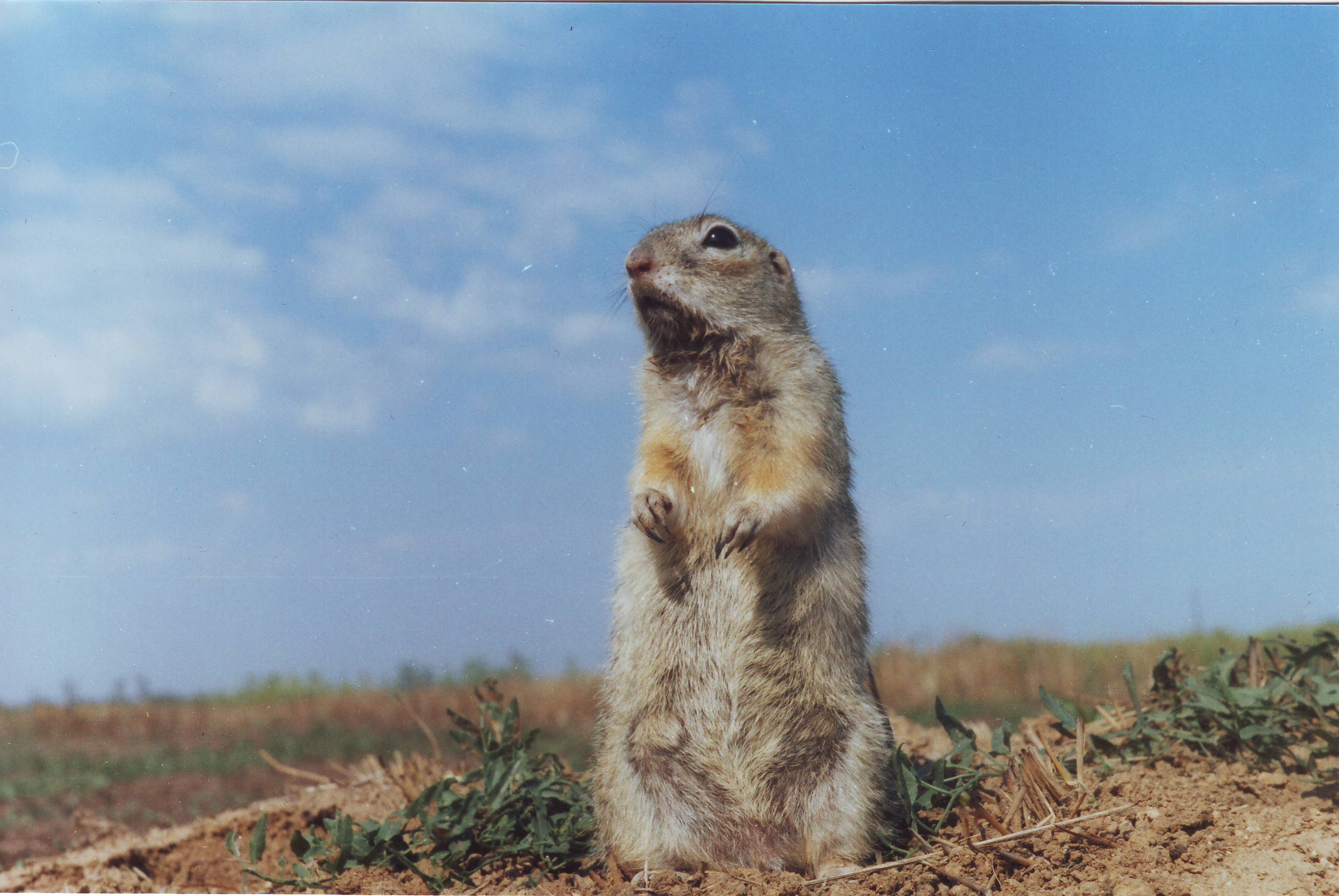
Loài Spermophilus suslicus thuộc chi Spermophilus, họ Sóc, bộ Gặm nhấm. Bài báo của Reshetnik năm 1946 đã xác định được các phân loài mới của loài trên, đồng thời nêu được vai trò của loài gặm nhấm trong việc làm thực phẩm thời chiến.

Khi chiến tranh kết thúc, năm 1946, Reshetnik được trao danh hiệu chuyên gia nghiên cứu về động vật học và được thuê làm việc tại Viện Động vật học của Viện Hàn lâm Khoa học cho đến năm 1950. Trong thời gian này, bà đã xuất bản hai bài báo về nghiên cứu trước đây của mình về chi Spermophilus. Một bài báo xuất bản năm 1946 đã xác định được các phân loài mới của loài Spermophilus suslicus (Citellus suslica ognevi và Citellus suslica volhynensis). Trong bài báo học thuật của mình, Reshetnik chỉ ra rằng da và mỡ của những loài gặm nhấm rất có giá trị, được sử dụng rộng rãi làm nguồn thực phẩm trong chiến tranh. Bà đã công bố những phân tích sâu rộng về hệ sinh thái, sự phân bố loài, quần thể và biến dị thường biến của các loại loài gặm nhấm trên khắp Ukraina. Trong những tác phẩm này, bà đưa ra quan điểm rằng nên cân nhắc tính kinh tế hoặc tính hữu ích của loài gặm nhấm và so sánh những thiệt hại mà chúng có thể gây ra.
Lúc này Liên Xô khôi phục quyền lực và bắt đầu thực hiện đàn áp chính trị ở Ukraina. Năm 1948, con trai của Reshetnik bị bắt vì là thành viên của Tổ chức những người theo chủ nghĩa dân tộc Ukraina, bị trục xuất đến Mordovia. Ngay sau đó, chồng bà cũng bị bắt và bỏ tù. Cả cha và con phải chấp hành bản án kéo dài 8 năm. Còn Reshetnik phải đối mặt với một số cáo buộc bịa đặt: có tin cho rằng đáng lẽ bà đã bị Gestapo bắn, nhưng do chưa bị nên bà chắc đã cộng tác với tổ chức này; có tin cho rằng bà có mối quan hệ với những nhân vật đáng ngờ như Charlemagne và Paramonov; cũng có nguồn tin cho rằng bà đạo văn công trình nghiên cứu của người khác, cùng nhiều cáo buộc khác của đồng nghiệp. Năm 1951, Reshetnik bị đưa đến Trại giam Chernihiv. Năm 1955, sau khi được trả tự do, Reshetnik trở thành nhà côn trùng học cho Trạm Vệ sinh và Dịch tễ học Quận Kyiv-Sviatoshyn. Từ năm 1956 đến năm 1957, trong bối cảnh Cải tổ chính trị diễn ra tại Liên Xô, bà đã được phục hồi danh dự. Năm 1961, bà được phép quay trở lại Viện Động vật học và ở lại cho đến khi nghỉ hưu năm 1986.
Tại Viện Động vật học, bà quản lý các bộ sưu tập của bảo tàng. Bà phân loại và nhồi xác thú, lưu trữ thêm các mẫu vật động vật với hàng trăm mẫu các loài. Bà thậm chí còn ghi chép tỉ mỉ thành tựu khoa học và đảm bảo rằng hồ sơ nhân sự của các đồng nghiệp vẫn lưu lại những tác phẩm quan trọng nhất trong thời kỳ đồng nghiệp bị chính phủ đàn áp. Trong số tiểu sử của các nhà khoa học Ukraina được Reshetnik lưu giữ có Charlemagne, Ivan Demyanovich Ivanenko (tiếng Ukraina: Іван Дем'янович Іваненко), Sergey Jacques Paramonov và các đồng nghiệp khác. Năm 1993, do thị lực bị suy giảm, bà đã nhờ con trai mình viết hồi ký lúc bà gặp gỡ nhà thơ, nhà hoạt động Ukraina Olena Ivanivna Teliha. Đoạn hồi ký đã được đăng trên tờ báo Ukraina Word với tựa đề "Моя Оленіана" ("Olena của tôi") và kể về cuộc gặp gỡ giữa hai người khi bị Gestapo giam giữ.

## Qua đời và di sản

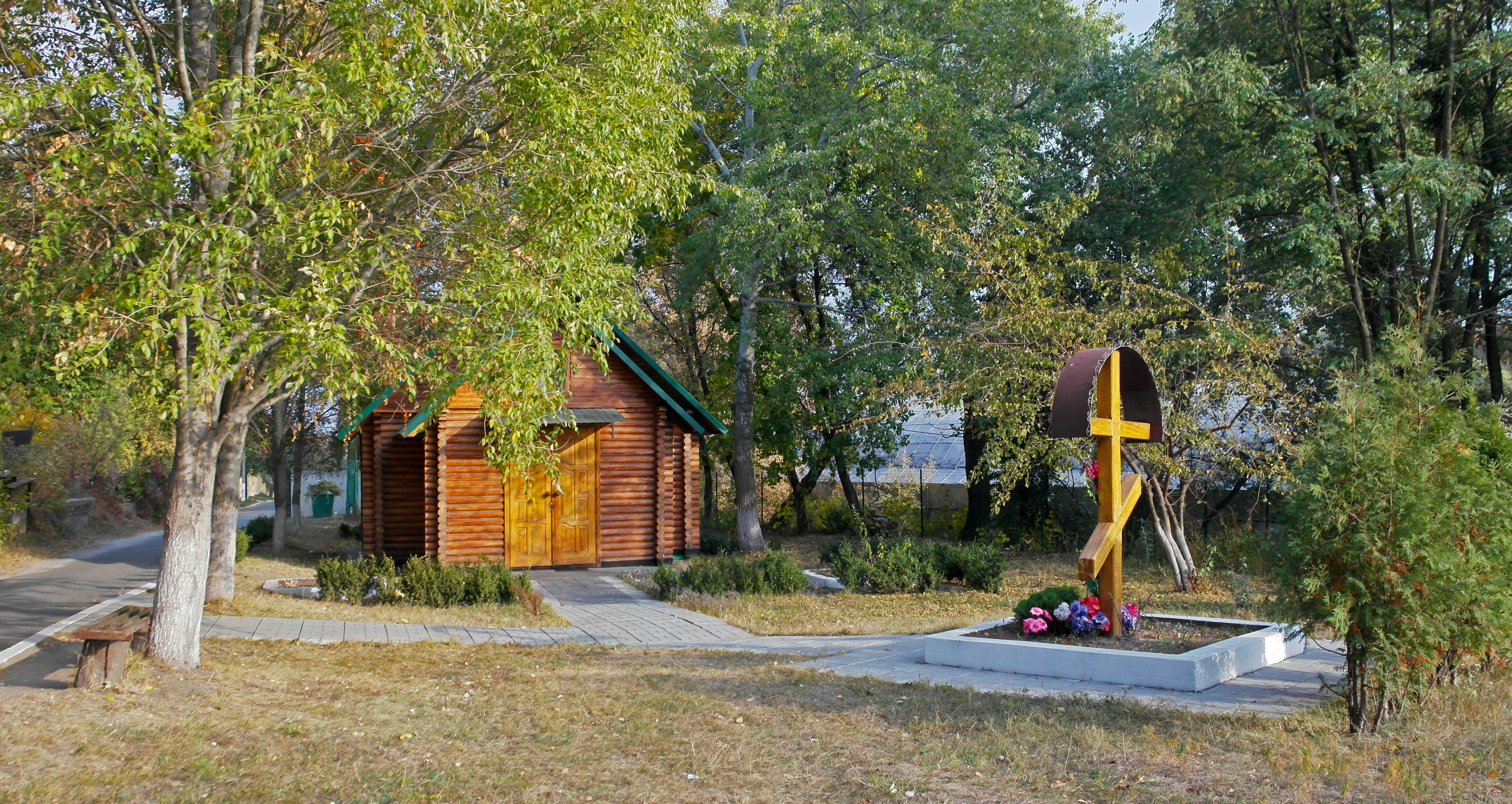
Nghĩa trang Sovsky, nơi Reshetnik yên nghỉ.

Reshetnik qua đời vào ngày 22 tháng 10 năm 1996 tại Kyiv, chôn cất tại Nghĩa trang Sovsky. Mặc dù tên của bà được nhắc đến ở Ukraina nhờ những bài báo khoa học mà bà đã xuất bản, nhưng cho đến tận thế kỷ 21, tiểu sử của Reshetnik mới được khai thác chi tiết.

## Một số bài báo nghiên cứu và hồi ký

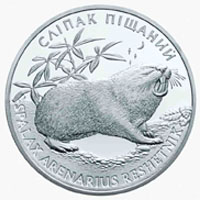
Tên của Reshetnik xuất hiện trên đồng xu Ukraina có hình Spalax Arenaarius.

Reshetnik nổi tiếng nhờ nghiên cứu về loài gặm nhấm, đặc biệt là họ Dúi và chi Spermophilus. Bà đã xuất bản hơn 20 bài báo từ năm 1939 đến năm 1965 trình bày chi tiết về các loài và phân loài mới, bao gồm cả loài chuột chũi mù Spalax Arenaarius được chính bà mô tả lần đầu tiên vào năm 1939. Đây còn là loài đặc hữu của Ukraina. Các công trình khoa học đã góp phần mô tả hệ sinh thái, biến dị thường biến và sự phân bố quần thể của các loài.
- Решетник, Є. Г. (1937). "До екології жайворонків в умовах району Асканія-Нова" [Hệ sinh thái của chim sơn ca trong điều kiện của vùng Askania-Nova]. Збірник праць зоологічного музею (bằng tiếng Ukraina) (20). Kharkov, CHXHCN Xô viết Ukraina: Bảo tàng Động vật học Quốc gia: 3–40.{{Chú thích tập san học thuật}}:  Quản lý CS1: ngôn ngữ không rõ (liên kết)[4]
- Решетник, Є. Г. (1939). "До систематики i географічного поширення сліпаків (Spalacidae) в УРСР" [Sự phân bố hệ thống và địa lý của Spalacidae (Spalacidae) ở CHXHCN Xô Viết Ukraina]. Збірник праць зоологічного музею АН УРСР (bằng tiếng Ukraina) (23). Kyiv, CHXHCN Xô Viết Ukraina: Bảo tàng Động vật học của Viện Hàn lâm Khoa học: 3–21.{{Chú thích tập san học thuật}}:  Quản lý CS1: ngôn ngữ không rõ (liên kết)[25]
- Решетник, Є. Г. (1946). "О новых подвидах крапчатого суслика Citellus suslica volhynensis subsp. nov. и Citellus suslica ognevi subsp. nov" [Về một phân loài mới của loài sóc đất Citellus suslica volhynensis subsp. nov và Citellus suslica ognevi subsp. nov]. Бюллетень МОИП (bằng tiếng Ukraina). 51 (6). Moskva, Liên Xô: Hội các nhà tự nhiên học Moskva: 25–27.{{Chú thích tập san học thuật}}:  Quản lý CS1: ngôn ngữ không rõ (liên kết)[25]
- Решетник, Є. Г. (ngày 10 tháng 3 năm 1994). Хоменка, Еміля (biên tập). "Моя Оленіана" [Olena của tôi]. Українське слово (bằng tiếng Ukraina). Số 10. Kyiv, Ukraina. Lưu trữ bản gốc ngày 19 tháng 6 năm 2016.{{Chú thích báo}}:  Quản lý CS1: ngôn ngữ không rõ (liên kết)